# Objecte astronòmic hipotètic

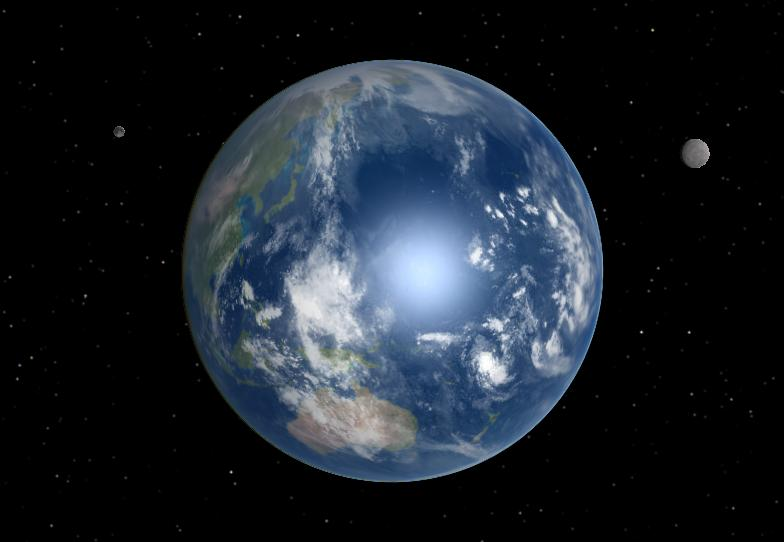
Concepció artística de la terra i la seva segona Lluna hipotètica.

31 Crateris, un possible eclipsi binari pres erròniament com una lluna de Mercuri.

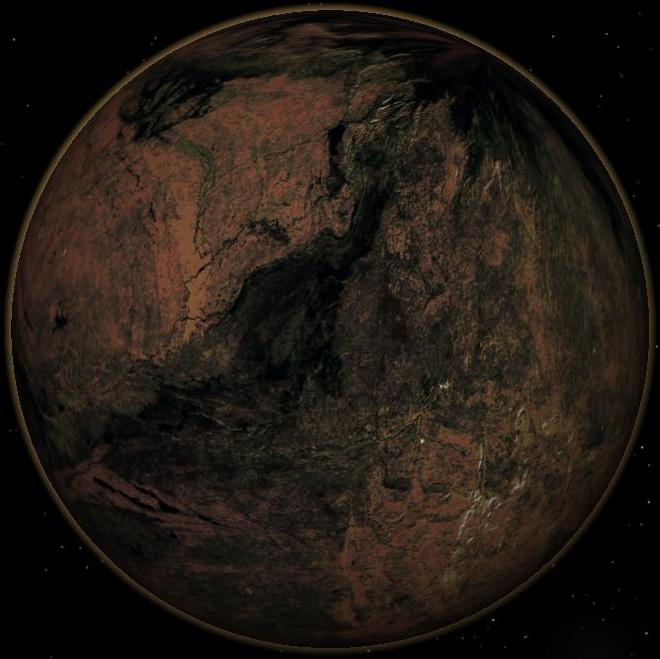
Concepció artística d'una planeta de carboni

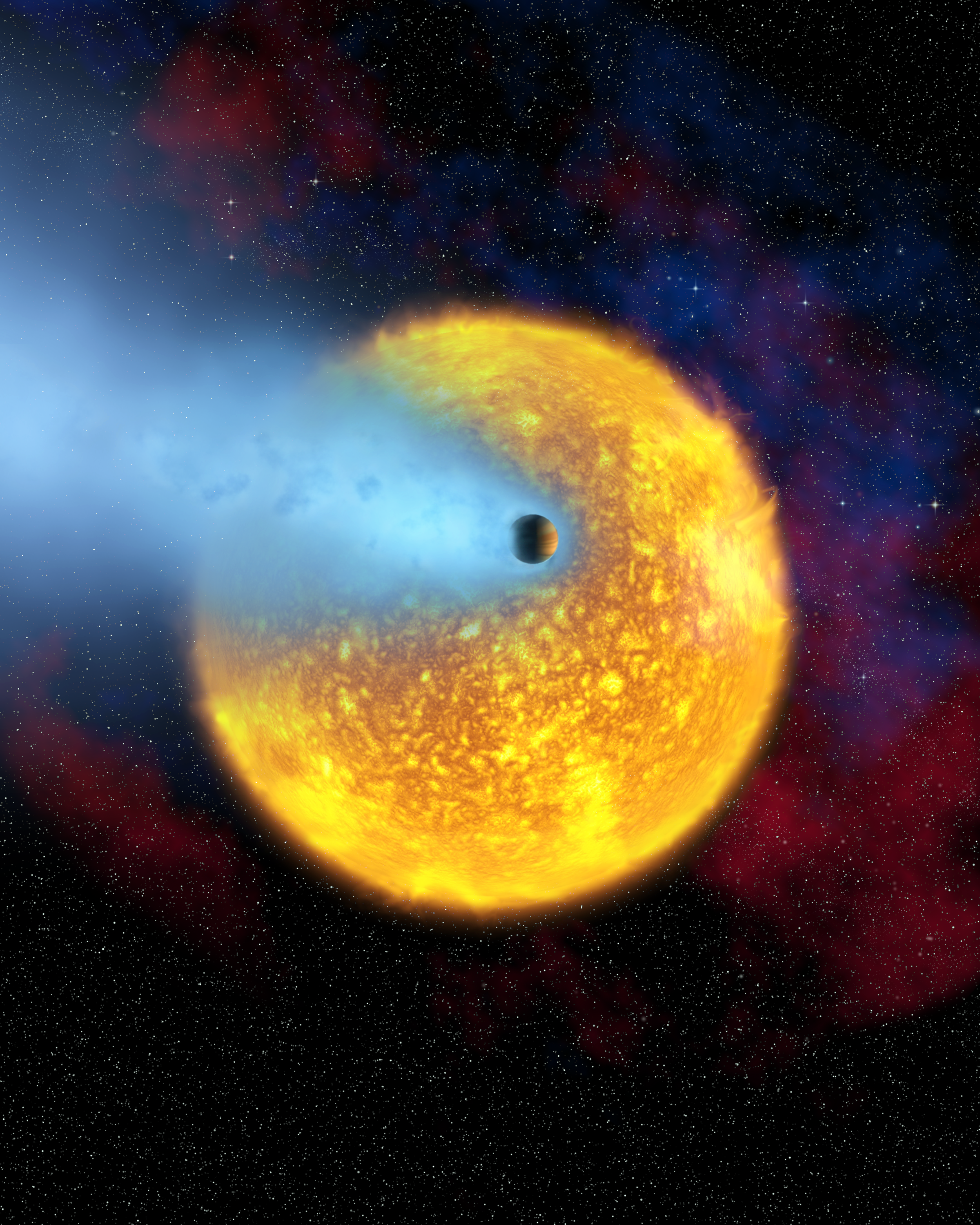
Concepció artística de HD 209458 b, un hipotètic Planeta Chthonià.

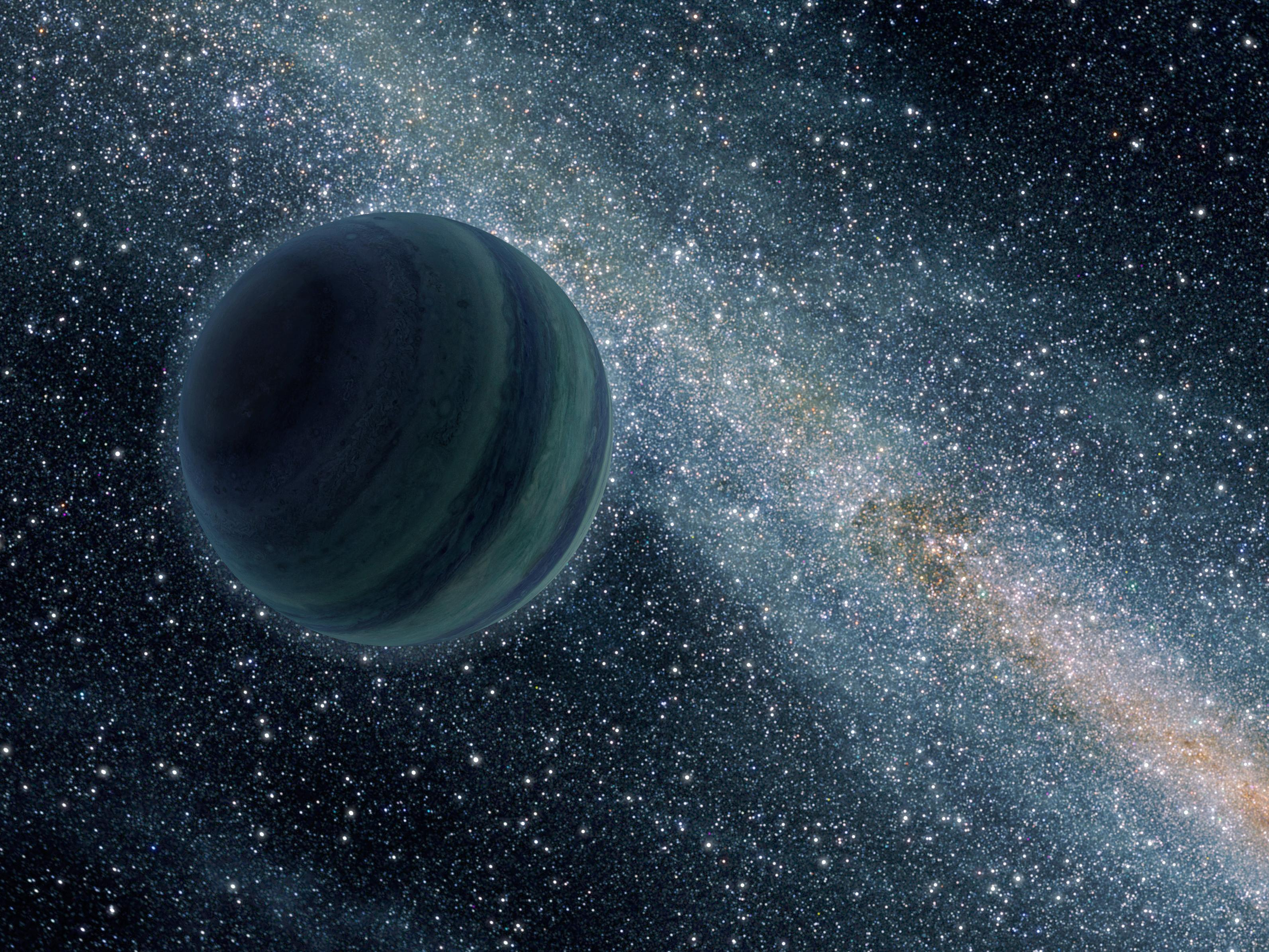
Concepció artística d'un planeta hitpotètic.

Un Objecte astronòmic hipotètic és un objecte astronòmic (com pot ser un estel, planeta o satèl·lit) que es creu o que s'especula que existeix però l'existència del qual no ha estat provada científicament. Per exemple ja el filòsof Philolaus el segle V a.C. "va definir un objecte astronòmic hipotètic que ca anomenar Foc Central", i al voltant d'ell es mourien altres cossos celestes com el mateix Sol.

## Tipus d'objectes astronòmics hipotètics
- Dintre del Sistema solar
- Planetes hipotètics amb els tipus de: Planeta de carboni, Planeta Chtonià, planetes sense nucli metàl·lic, Planeta troià, etc.
- Estrelles hipotètiques
- Nanes marrons hipotètiques
- Satèl·lits extrasolars hipotètics
- Dins dels no acceptats per la ciència els objectes astronòmics proposats per la religió, astrologia, ufologia i la pseudociència
- Objectes astronòmics hipotètics en la ficció